# 古北乡
古北乡，是中华人民共和国黑龙江省齐齐哈尔市克山县下辖的一个乡镇级行政单位。

## 行政区划
古北乡下辖以下地区：
保安村、改革村、龙泉村、东胜村、永胜村、同结村和更好村。